# Distretto di Phu Tan (An Giang)
Il distretto di Phu Tan (vietnamita: Phú Tân) è un distretto (huyện) del Vietnam nella provincia di An Giang nella regione del Delta del Mekong. 
Occupa una superficie di 307 km² nella provincia di An Giang e la popolazione è di 237.965 abitanti (stima del 2003), il capoluogo è Cho Vam.